# Regione di Charters Towers
La regione di Charters Towers è una Local Government Area che si trova nel Queensland. Essa si estende su una superficie di 68.366 chilometri quadrati e ha una popolazione di 12.169 abitanti. La sede del consiglio si trova a Charters Towers.